# Městské divadlo Kladno
Městské divadlo Kladno (zkratka MDK) je profesionální divadlo, jehož zřizovatelem je statutární město Kladno. Působí ve dvou sálech modernistické budovy v Divadelní ulici, která byla postavena v roce 1912 Družstvem pro vystavění domu lidového divadla v královském horním městě Kladně, které peníze na stavbu získávalo pořádáním slavností, akademií a sbírek. Významně přispěly město a okres, v průběhu výstavby také Městská spořitelna v Kladně. Profesionální umělecký soubor působí v městském divadle od roku 1915, v letech 1966–1994 bylo divadlo sloučené s mladoboleslavským pod názvem Divadlo Jaroslava Průchy (později Středočeské divadlo Kladno a Mladá Boleslav). Samostatné městské divadlo funguje od roku 1994. V letech 2012–2016 prošlo rekonstrukcí.
Umělecký soubor Městského divadla Kladno po rozdělení Středočeského divadla zůstal s výjimkou dvou hereček, které přešly do Boleslavi. V Boleslavi kladenský soubor pravidelně hostuje.

## Budova

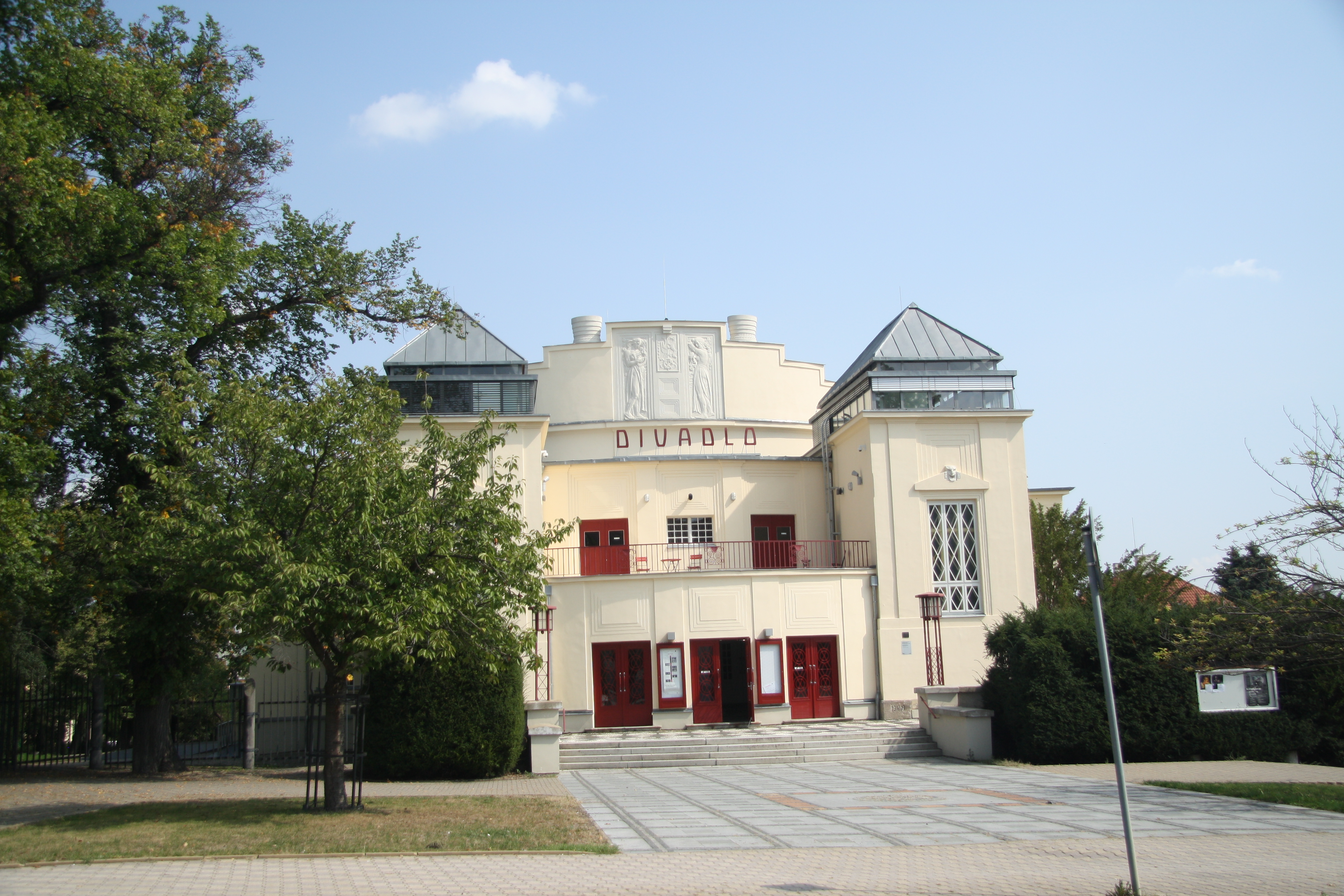
Divadlo z ulice J. Hory (2018)

Budova městského divadla stojí na kraji parku zvaného Dvořákovy sady, na místě starého zrušeného hřbitova. Byla zrekonstruována v letech 2012–2016 podle návrhu architekta Davida Vávry. Přibyly také dvě nové scény.

### Hřbitov
Část významnějších hrobů byla přenesena na nový centrální kladenský hřbitov, zbytek hrobů zůstal v parku a pod divadlem. v Roce 2015 byla při rekonstrukci archeology prozkoumána část hrobů zasažených stavebními pracemi např. pod hledištěm, část pod jevištěm rekonstruována nebyla.

### Exteriér
Soubor:

### Interiér
Od roku 2016 je po rekonstrukci na stropě hlediště hvězdná obloha a výmalba je tmavší. Vstupní dveře byly doplněny vitrážemi s kladenskými motivy, u šaten byly zachovány secesně artdecové rohy.

#### Slavnostní opona
Jeviště Hlavního sálu je vybaveno oponou od Josefa Weniga, kterou divadlu věnovala v roce 1929 Městská spořitelna. V roce 2016 prošla půlroční rekonstrukcí.

## Historie
Soubor:
názvy divadla
- 1943: Městské divadlo na Kladně
- 1949–1963: Městské oblastní divadlo v Kladně
- 1964–1966: Divadlo Jaroslava Průchy
- 1966–1989: Divadlo Jaroslava Průchy Kladno-Mladá Boleslav
- 1990–1994: Středočeské divadlo Kladno a Mladá Boleslav
- 1994–2009: Středočeské divadlo Kladno
- od 2010: Městské divadlo Kladno

### Počátky ochotnického divadla vKladně
První ochotnické divadelní spolky

### Nová divadelní budova
Soubor:

### Divadlo Jaroslava Průchy
V roce 1964 divadlo v Kladně opět změnilo zřizovatele, kterým se stal krajský národní výbor. Do funkce ředitele se po sedmnácti letech vrátil Antonín Dvořák. Ten v té době současně řídil kladenské divadlo a jeho plánem bylo sloučení všech středočeských divadel, k němuž nikdy nedošlo. Bylo však rozhodnuto o sloučení mladoboleslavského a kladenského divadla do jednoho celku pod názvem Divadlo Jaroslava Průchy Kladno – Mladá Boleslav. Posledními vlastními inscenacemi v Mladé Boleslavi byly v roce 1966 hry Hadrián z Římsů (Klicpera) a Tlustý anděl z Rouenu (Hochwälder). Po dobu 28 let sídlilo ředitelství a administrativa divadla v Kladně, společný byl i soubor a program divadla bez jakýchkoli místních odlišností. Mladoboleslavské divadlo fungovalo pouze jako pobočná scéna, za sezónu se zde odehrávaly v průměru jen 2 až 3 premiéry. V roce 1968 začaly probíhat diskuze o možném navrácení samostatného profesionálního souboru do Mladé Boleslavi, pozornost od tohoto tématu však odvedla srpnová invaze vojsk Varšavské smlouvy do Československa. Snížení počtu představení profesionálního souboru v Mladé Boleslavi kompenzovaly zájezdy pražských divadel (týden Městských divadel pražských v září 1967), často zde vystupoval Miroslav Horníček a ochotnický soubor Kolár. Návštěvnost divadla byla poměrně vysoká, průměrně se každého představení zúčastnilo 370 diváků. Po odchodu Antonína Dvořáka do Československé televize v roce 1970 působili ve funkci ředitele divadla postupně Jiří Dohnal, Václav Charvát, Karel Linc a Vlastimil Čaněk.
21. listopadu 1989 se v mladoboleslavském divadle konal slavnostní večer při příležitosti 80. výročí budovy divadla, během kterého herci nečekaně přednesli prohlášení odsuzující zásah proti studentským demonstracím 17. listopadu. V průběhu sametové revoluce pořádal soubor improvizovaná shromáždění před budovou divadla a na Leninově náměstí (dnešní náměstí Republiky). Po zrušení krajů v roce 1990 provozovala divadlo společně města Kladno a Mladá Boleslav spolu s příslušnými okresy pod názvem Středočeské divadlo Kladno a Mladá Boleslav. Ředitelem divadla se stal Jaroslav Toť. Tato společná správa však byla náročná na financování a Mladá Boleslav usilovala o osamostatnění svého divadla. K publikaci tohoto záměru poprvé oficiálně došlo 28. září 1993, jako datum zániku Středočeského divadla byl stanoven červen 1994. Na přelomu let 1993 a 1994 proběhlo výběrové řízení na pozici ředitele městského divadla, v němž zvítězil Mgr. František Skřípek. Uměleckým šéfem se stal jeho spolupracovník Josef Kettner. Poslední představení původního divadla se v Mladé Boleslavi odehrálo 16. června 1994 (Kishonův Oddací list).

## Současnost

### Nové scény
Součástí rekonstrukce městského divadla financované městem i z evropských dotací byly také dvě divadelní scény a dvě nové.
- Hlavní sál
- Malý sál / malá scéna / zkušeba / baleťák (užívané názvy)
- Divadelní kavárna
- Venkovní scéna

## Repertoár
První inscenací samostatného Městského divadla Kladno bylo
V roce 2013 zde měla premiéru hra Vinnetou dramatika Petra Kolečka v režii Ondřeje Pavelky. Titulní roli hrál Vojtěch Kotek, Old Shatterhanda Jakub Prachař, Santera Tomáš Petřík, Sama Hawkense Daniel Čámský, Klekí-petru Marie Štípková, Nšo-či Šárka Opršálová, Ribannu Lenka Zahradnická a Inču-čunu Zdeněk Velen.

## Soubor
Po osamostatnění mladoboleslavského divadla zůstal původní umělecký soubor kladenskému divadlu.